# Mazama centreamericà
El mazama centreamericà (Mazama temama) és una espècie de mazama de Centreamèrica. La seva distribució s'estén del sud de Mèxic a l'oest de Colòmbia. Se l'ha distingit del mazama mexicà pel seu cariotip. És simpàtric amb el mazama bru del Yucatán a part del seu àmbit de distribució.